# Alta Val Tagliamento
L'Alta Val Tagliamento (in friulano: Cjanâl Petec o Cjanâl di Socleif) è una delle otto valli della Carnia, la principale sia per lunghezza (circa 45 km) che per ampiezza e la più meridionale, disposta lungo la direttrice est-ovest e attraversata interamente dall'alto corso del fiume Tagliamento (a partire dalle sorgenti qui localizzate), i cui principali affluenti sono Lumiei (da sinistra) a Socchieve, Degano (a sinistra) ad Enemonzo e But (a sinistra) a Tolmezzo.

## Geografia fisica

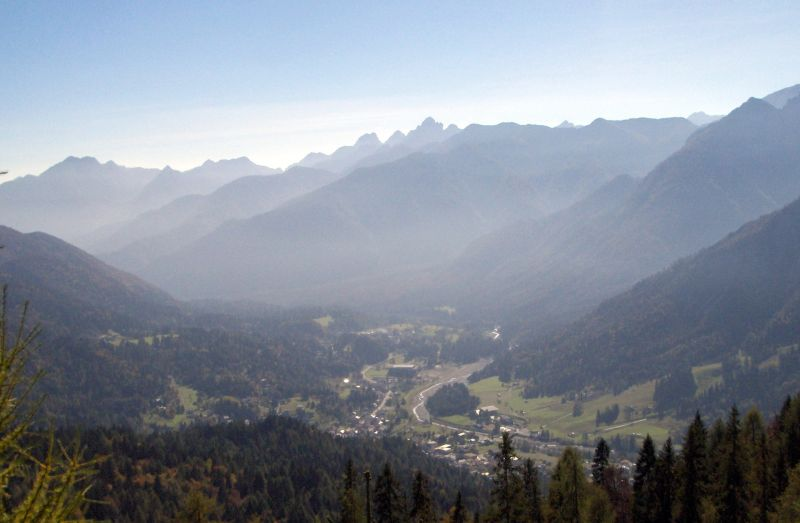
Forni di Sopra

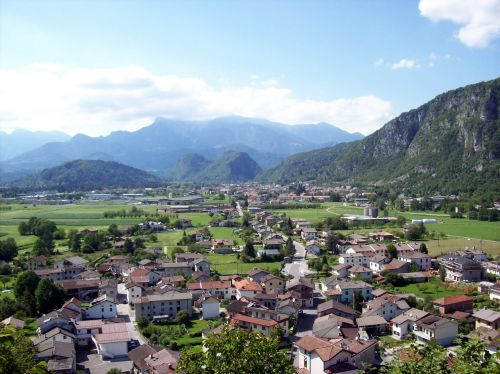
Villa Santina

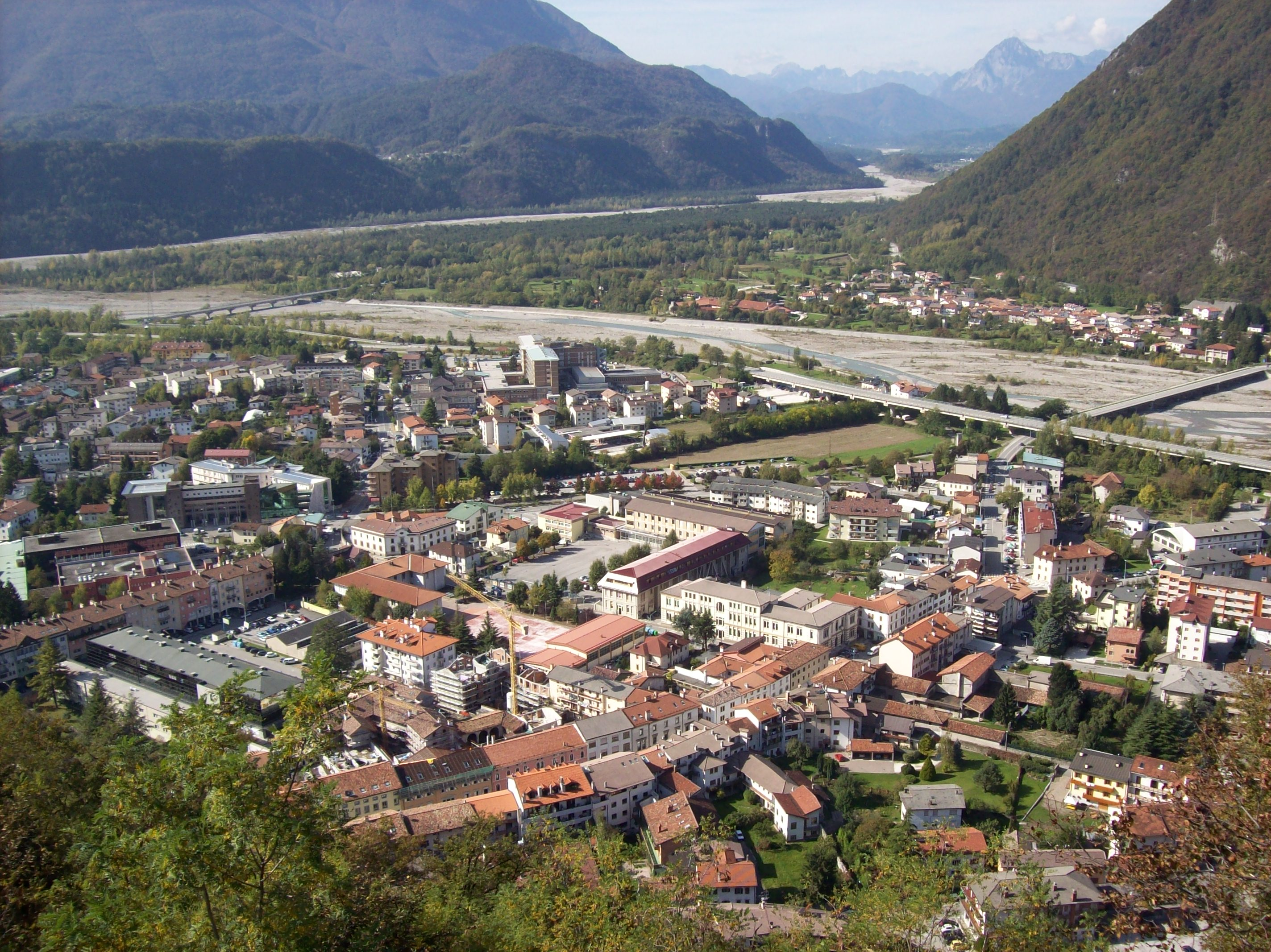
Tolmezzo

### Geomorfologia
Comincia a Forni di Sopra, dove nasce il Tagliamento, e finisce a Tolmezzo, dove il fiume riceve le acque del But, separando dal punto di vista orografico le Alpi Carniche (Alpi Tolmezzine Occidentali e Alpi Tolmezzine Orientali) a nord (Monte Bìvera, Monte Tinisa, Col Gentile, gruppo Arvenis-Tamai, Monte Amariana) dalle Prealpi Carniche a sud (Monte Cridola, Monte Pramaggiore, Monte Naiarda, Monte Chiarescons, catena Valcalda-Verzegnis). Nella valle, ai margini orientali, oltre al fiume Tagliamento sono presenti il Lago di Cavazzo e il Lago di Verzegnis.

### Confini e collegamenti
Si collega a nord con la Val Lumiei (Sauris) tramite il Passo Pura nei pressi di Ampezzo, alla Val Degano nei pressi di Enemonzo e alla Valle del But nei pressi di Tolmezzo, mentre a sud è collegata all'alto pordenonese (Val Tramontina) tramite la Forcella di Monte Rest (confinando a sud anche con la Val Cimoliana e la Val Settimana, senza alcun collegamento stradale) e alla Val d'Arzino tramite la Val di Preone (Sella Chiampon) e la Sella Chianzutan (Verzegnis). La strada principale che l'attraversa è la Strada Statale 52 Carnica che da Tolmezzo ad est sale fino al Passo Mauria ad ovest collegandola al Cadore (bellunese - Veneto).

### Ambiente
Il territorio è interessato dal: 
- Parco naturale delle Dolomiti Friulane, con sede a Forni di Sopra
- Parco intercomunale delle Colline Carniche, con sede a Villa Santina

### Comuni
Interessa i comuni (tra parentesi il nome in friulano):
- Forni di Sopra (For Disore)
- Forni di Sotto (For Disot)
- Ampezzo (Dimpeç)
- Socchieve (Socleif)
- Preone (Preon)
- Enemonzo (Denemonç)
- Raveo (Raviei)
- Lauco (Lauc)
- Villa Santina (Vile di Cjargne)
- Tolmezzo (Tumieç)
- Amaro (Damar)
- Verzegnis (Verzegnis)
- Cavazzo Carnico (Cjavac)

(N.B.: alcune frazioni del comune di Tolmezzo come Cadunea ed Imponzo sono però da considerarsi nella vicina Valle del But).

## Galleria d'immagini

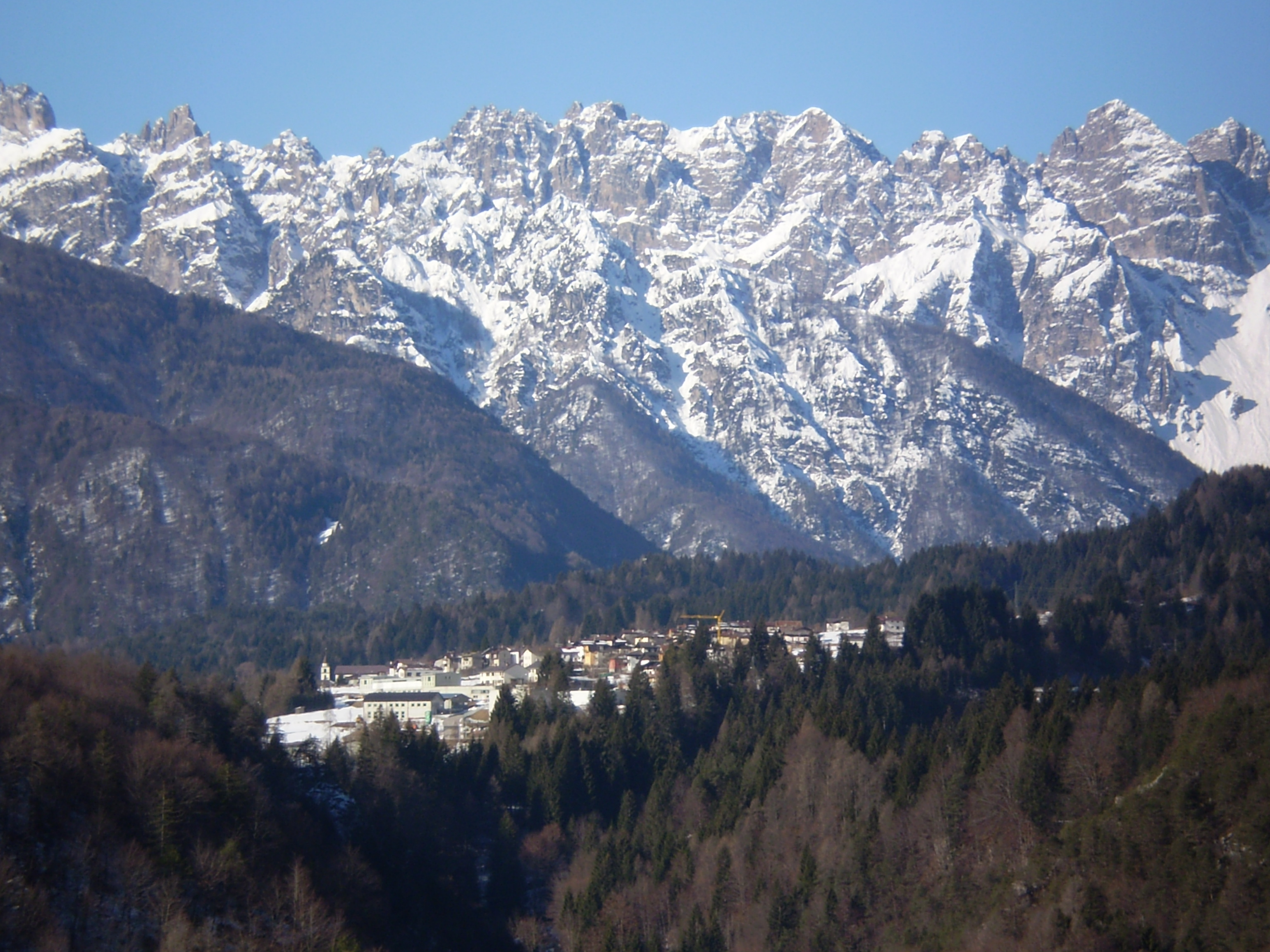
Forni di Sotto
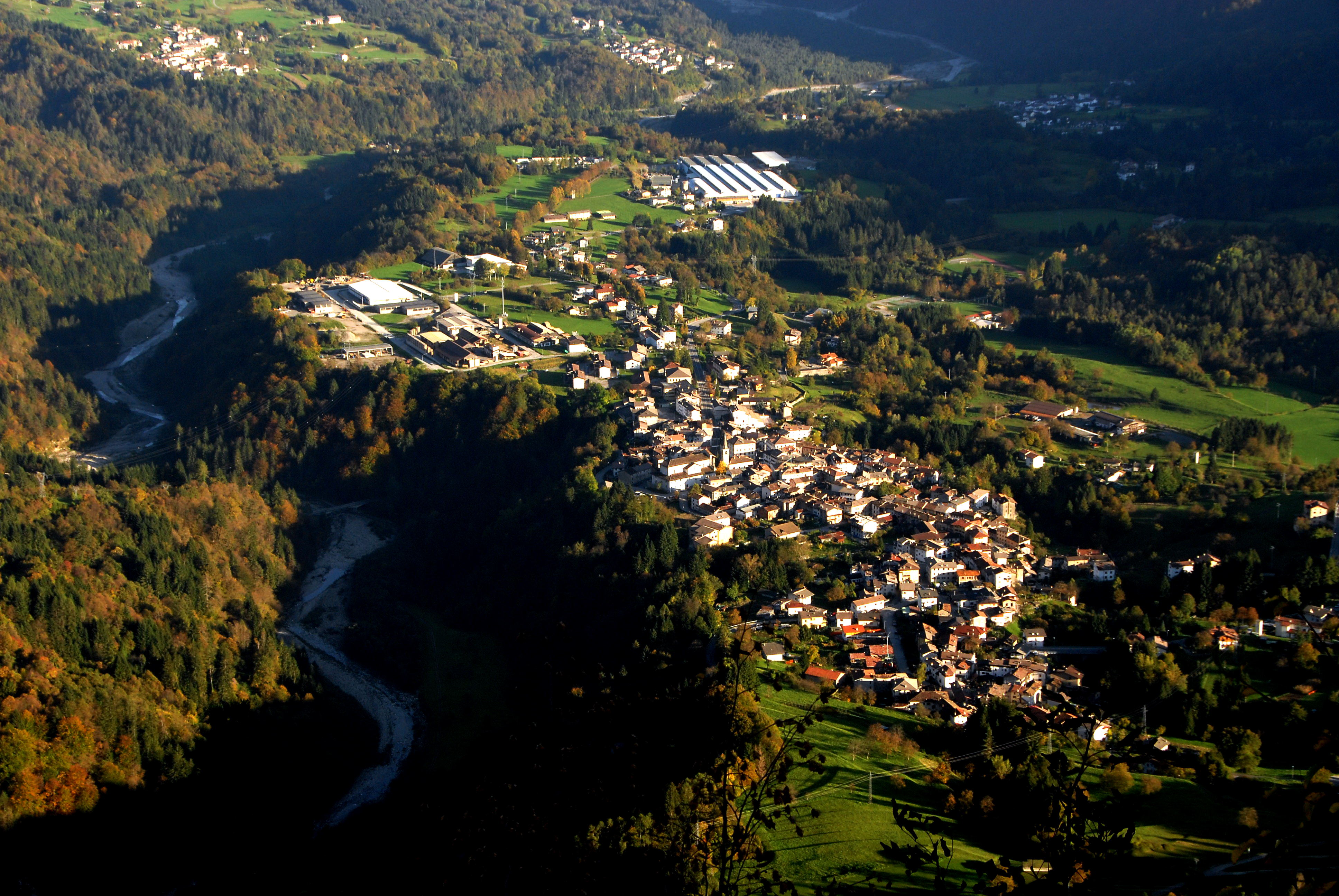
Ampezzo
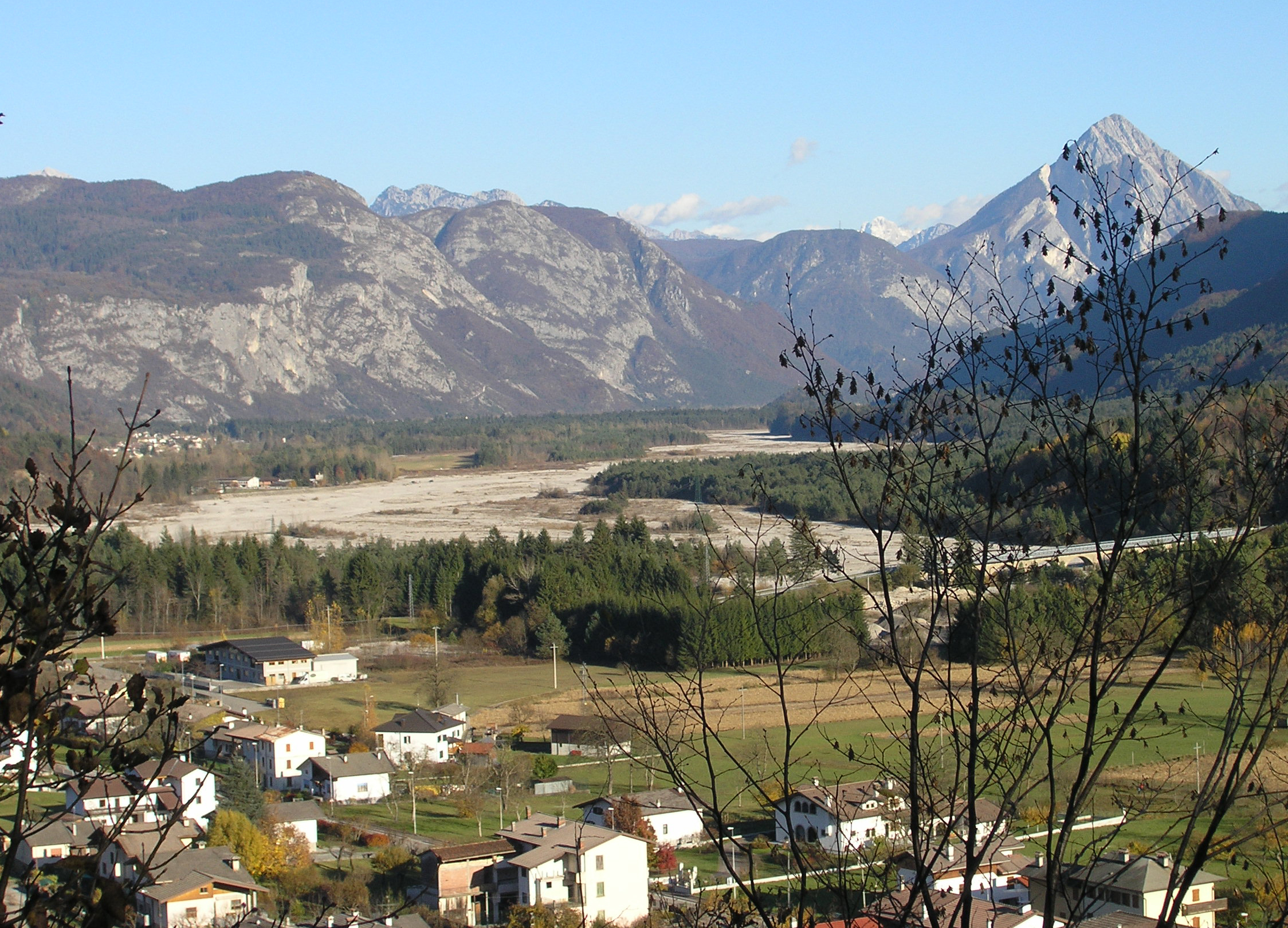
Socchieve
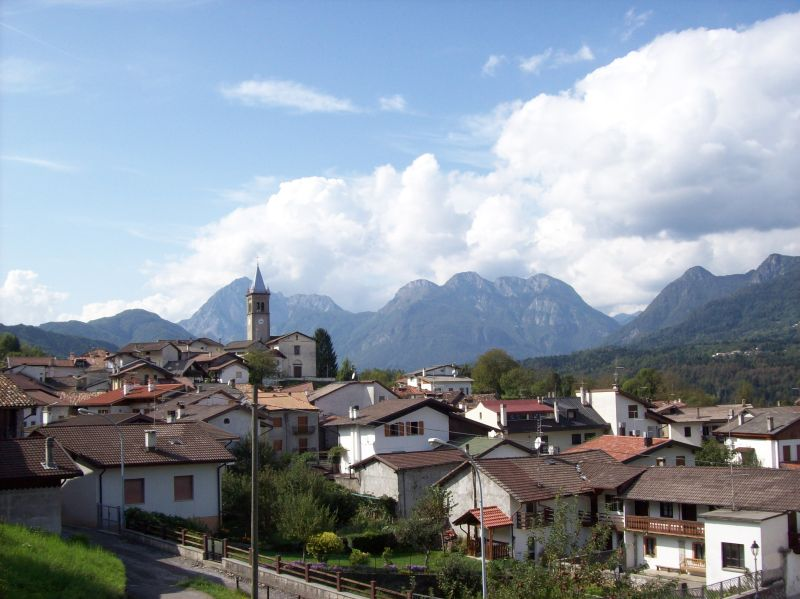
Preone
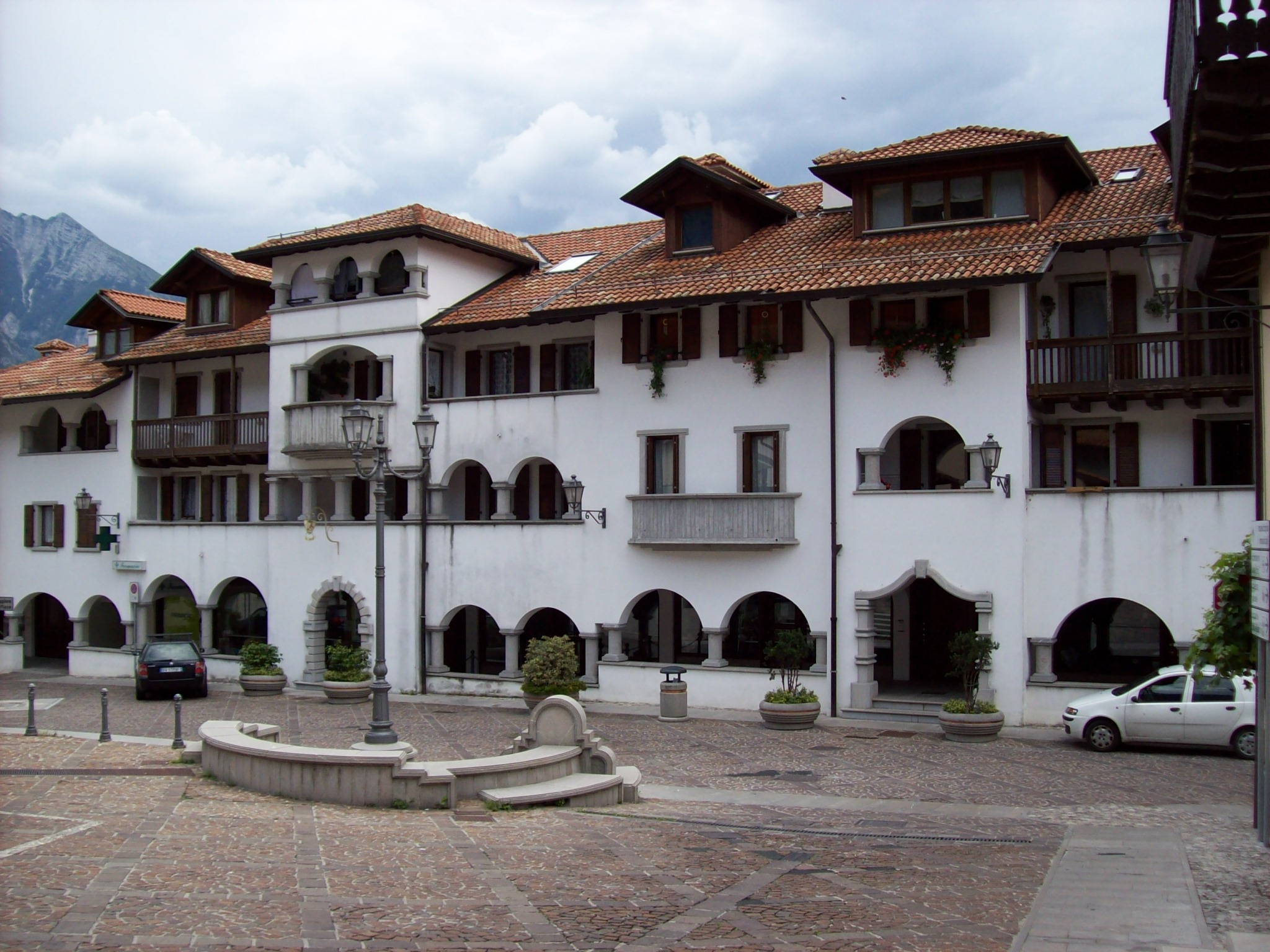
Amaro
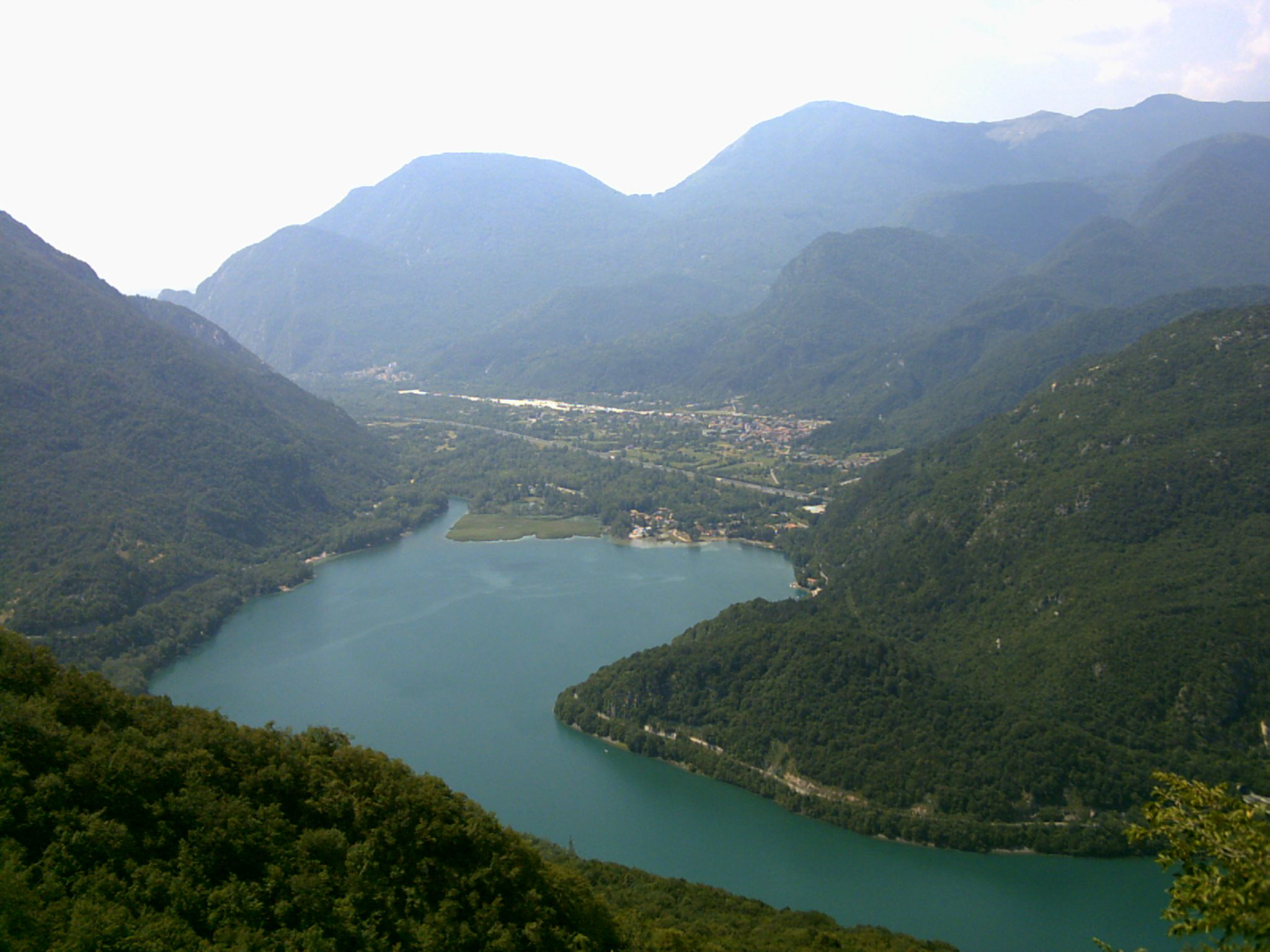
Lago di Cavazzo
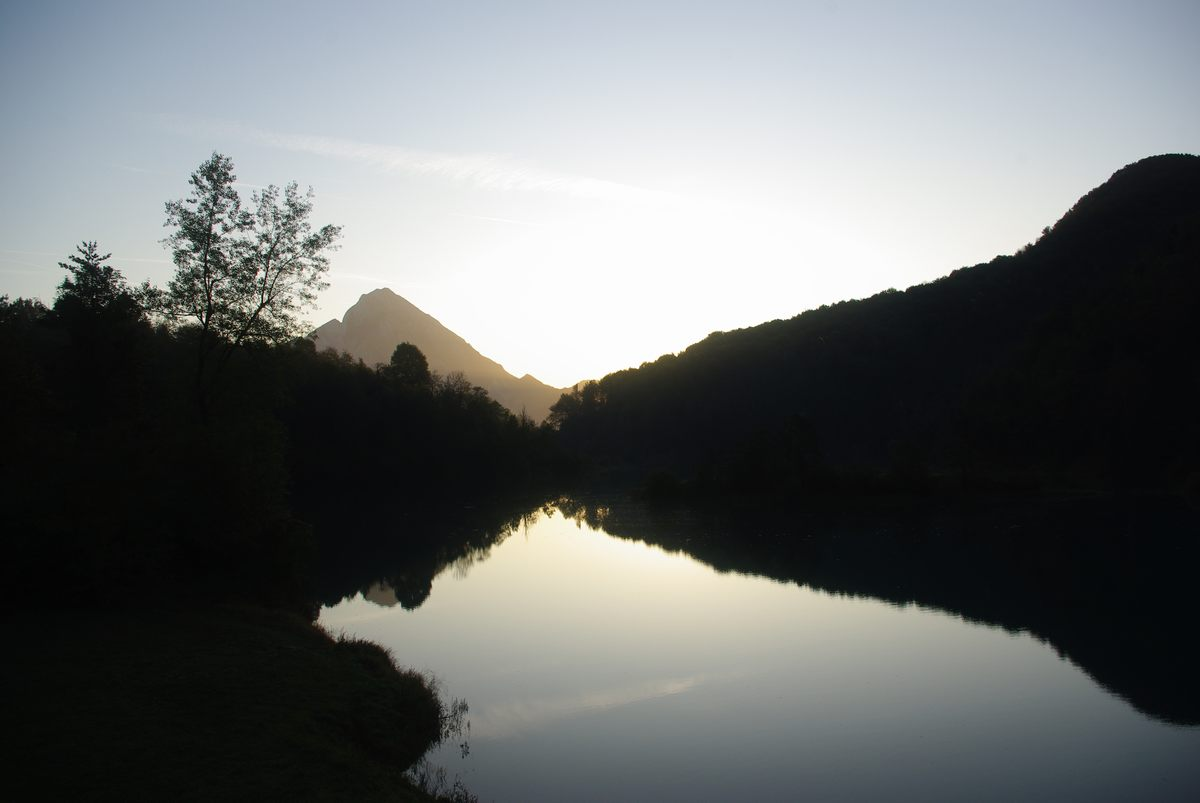
Lago di Verzegnis